# Кошарное (Воронежская область)
Кошарное — поселок в Подгоренском районе Воронежской области.
Входит в состав Гришевского сельского поселения.

## География
В поселке имеется одна улица — Черёмушки.

## Население
| 2010 |
| ---- |
| 62   |